# Пять обетов

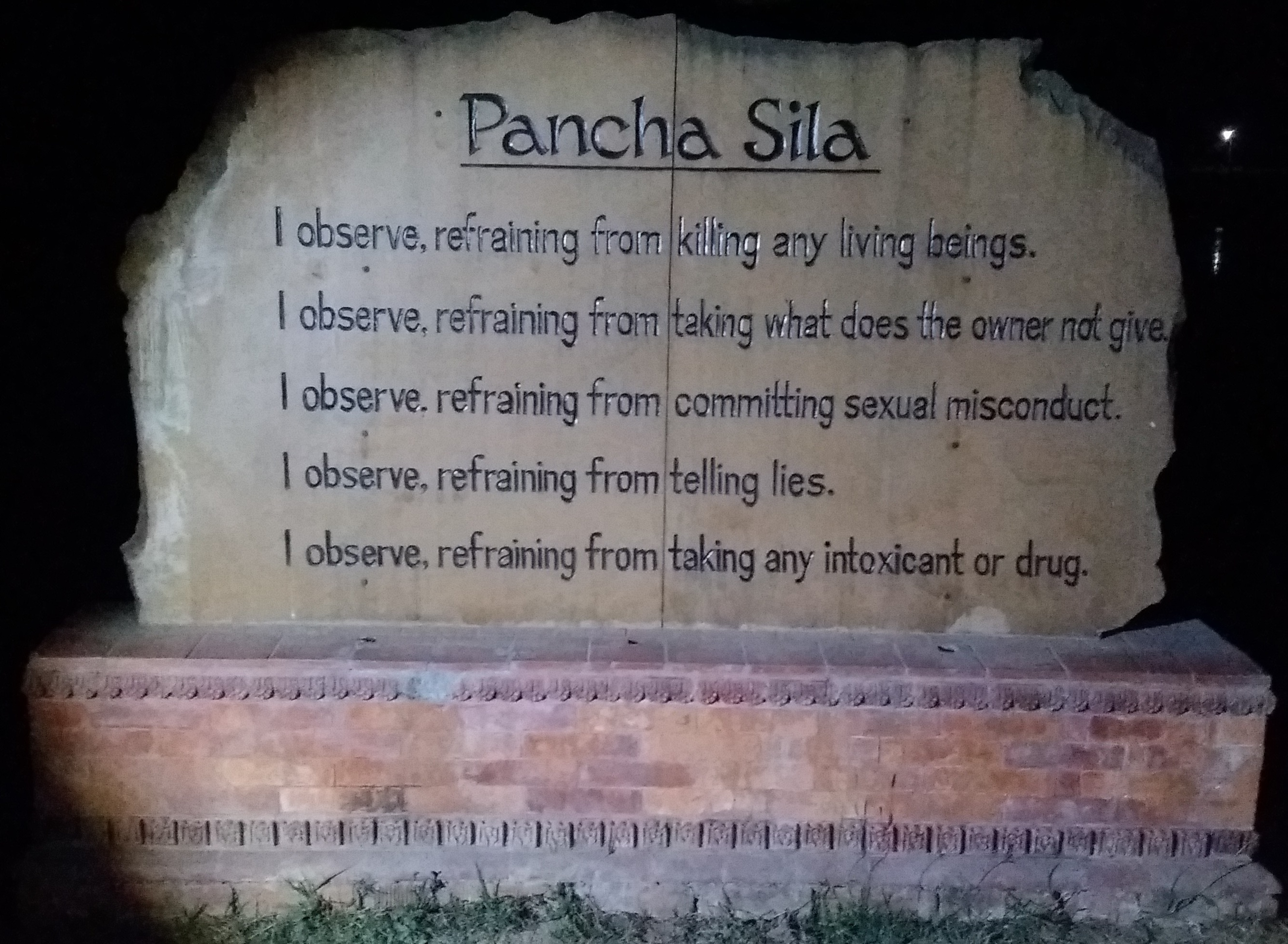
Табличка с выгравированными обетами. Лумбини, Непал

Пять обетов (Панчашила; пали पञ्चशीला pañca-sīla; санскр. पञ्चशील pañca-śīla, буквально «пять добродетелей» ) — базовый кодекс буддийской этики, принимаемый буддистами-мирянами в традициях как Тхеравады, так и Махаяны на время или на постоянной основе. Принятие пяти обетов — часть религиозного обращения в буддизм и одна из регулярных практик буддистов-мирян обеих традиций. Соблюдающий эти правила постоянно называется упасака (мужчина) или упасика (женщина). Принятие и соблюдение обетов также обязательно для буддистов-мирян непосредственно до и во время получения посвящений и т. д. В традиции Махаяны их иногда называют заповедями шравакаяны (санскр. श्रावकयान śrāvakayāna, колесница слушателей-шраваков), в отличие от заповедей бодхисаттвы. Эти пять заповедей лежат в основе нескольких положений монашеской буддийской доктрины.
Первый обет касается отказа от убийства как людей, так и других живых существ. Помимо прямого запрета на убийство человека, в традиции её интерпретируют как запрет смертной казни, эвтаназии, в подавляющем большинстве случаев самоубийств и рекомендацию воздерживаться от абортов.
Второй обет заключается в отказе брать то, что не было дано добровольно, отказ от воровства.
Третий обет касается сексуальных проступков, а именно половой связи с лицами, находящимися под защитой родственников, в браке или в любых других отношениях как формального, так и неформального характера.
Четвертый обет об отказе от лживых высказываний и заявлений.
Пятый обет говорит об отказе употреблять вещества, затуманивающие сознание: алкоголь, наркотики и другие средства опьянения.
В основе соблюдения пяти обетов лежит принцип непричинения вреда (пали ahiṃsa). Палийский канон предлагает сравнивать себя с другими и действовать, исходя из этого. Основу этих обетов составляют сострадание и вера в кармические последствия.
Принятие пяти обетов является частью обычной религиозной практики мирян, выполняемой как дома, так и в местном храме. Однако степень соблюдения обетов зависит от конкретного места и времени. Люди хранят их с намерением развивать себя, а также из страха перед плохим перерождением.

## Роль пяти обетов в буддийской доктрине
Буддийские писания рассматривают пять обетов как минимальный стандарт буддийской морали, который, наряду с монашескими правилами, составляет её самую важную систему. В целом все буддийские обеты, включая эти пять, соотносятся с термином шила (пали शीला sīla). Однако это слово также относится к добродетели и нравственности, лежащим в основе духовного пути к просветлению. Таким образом, обеты являются правилами или руководящими принципами развития ума и способностей для достижения прогресса на этом пути. Пять обетов являются элементами таких аспектов Благородного восьмеричного пути, центрального учения буддизма, как правильная речь, правильные действия и правильные средства к существованию. Кроме того, считается, что практика пяти обетов и прочих аспектов шила (пали śīla) приносит заслуги для создания хорошей кармы и взращивает социальные ценности, гармонизирующие общество. Нарушение обетов, в свою очередь, противоречит принципам гармоничного социума. В буддийских текстах идеальным, праведным является общество, в котором люди соблюдают пять обетов. В своих проповедях Будда акцентировал внимание не на наказании за несоблюдение обетов, опираясь не на страх или совесть своих последователей, а на здравый смысл, благодаря которому при выполнении данных обетов станет более возможной «личная и социальная гармония».
Панчашила входит в восемь обетов, принимаемых мирянами-тхеравадинами на Упосатху, и соответствует первой половине десяти обетов бодхисаттвы, как об этом говорится в Брахмаджала-сутретрадиции Махаяны. Пять обетов частично содержатся также в учении о десяти хороших направлениях действий, упоминаемом в Тхераваде (пали dasa-kusala-kammapatha) и тибетском буддизме (санскр. daśa-kuśala-karmapatha). Наконец, первые четыре из пяти обетов очень похожи на самые фундаментальные правила монашеской дисциплины (пали pārajika) и могли повлиять на их развитие.
Парадоксальной отличительной особенностью поздних буддийских тантрических текстов является предписанная безнравственность. Тантра утверждает, что в свете фундаментального единства вселенной и её обитателей на основе пустоты все противопоставления, в том числе добра и зла, не имеют смысла, следовательно все моральные установки относительны. Зачитываемая при посвящении учеников Гухьясамаджа-тантра предписывает убивать, лгать и прелюбодействовать. В других текстах говорится, что всем сиддхам следует поедать мясо и употреблять спиртные напитки. Эти намеренно кощунственные наставления нацелены на разрушение у слушателей привязанности к определённым этическим и религиозным принципам. Аналогично приёмам дзен-практики вызываемый их парадоксальностью шок способен «очищать» психику.
В заключение можно сказать, что Панчашила лежит в основе всей буддийской практики, и в этом отношении её можно сравнить с этическими кодексами конфуцианства.

## История
Пять обетов были частью раннего буддизма и сейчас являются общими почти для всех школ буддизма. В раннем буддизме Панчашила считалась этикой ограничения, направленной на сдерживание нечистых склонностей и очищение на пути к просветлению. В её основе лежали запреты для добуддийских брахманских священников, распространённые во многих индийских религиях около VI века до н. э. Первые четыре буддийские обета почти идентичны с ними, но пятая — запрет на приём одурманивающих веществ — была новаторской: Будда сделал уникальный акцент на бдительность (пали appamada).
В некоторых школах древней Индии буддисты соблюдали только несколько обетов из пяти. В одних ранних текстах Махаяны подобная практика допускается, в других — нет; в писаниях Тхеравады она вообще не рассматривается.
Запрет на убийство послужил ранним буддистам стимулом выступить против широко распространённого в древней Индии ритуального жертвоприношения животных. Однако, согласно Палийскому канону, первые буддисты не были вегетарианцами.
В ранних буддийских текстах роль пяти обетов постепенно возрастает. Прежде всего принятие обетов совмещается с выражением веры в три драгоценности (Будда, его учение и монашеская община). Затем заповеди становятся основой светской практики. Их считают предпосылками для дальнейшего развития ума. Обеты начинают упоминаться в текстах наряду с тремя драгоценностями, как бы становясь их частью, и, наконец, необходимым условием для практики буддизма, поскольку светские люди должны пройти формальное посвящение в буддийскую религию. По мере географического и социального распространения буддизма роль обетов меняется. В таких странах, как Таиланд, где буддизм был принят в качестве основной религии без особой конкуренции со стороны других вероучений, инициация мирянина и принятие пяти обетов почти не были связаны. Поскольку в таких условиях люди с рождения считались буддистами и им не требовалось для этого особого посвящения, принятие обетов было своего рода ритуальной церемонией очищения. Однако в странах, подобных Китаю, где буддизм не был единственной религией, принятие обетов стало частью церемонией инициации.

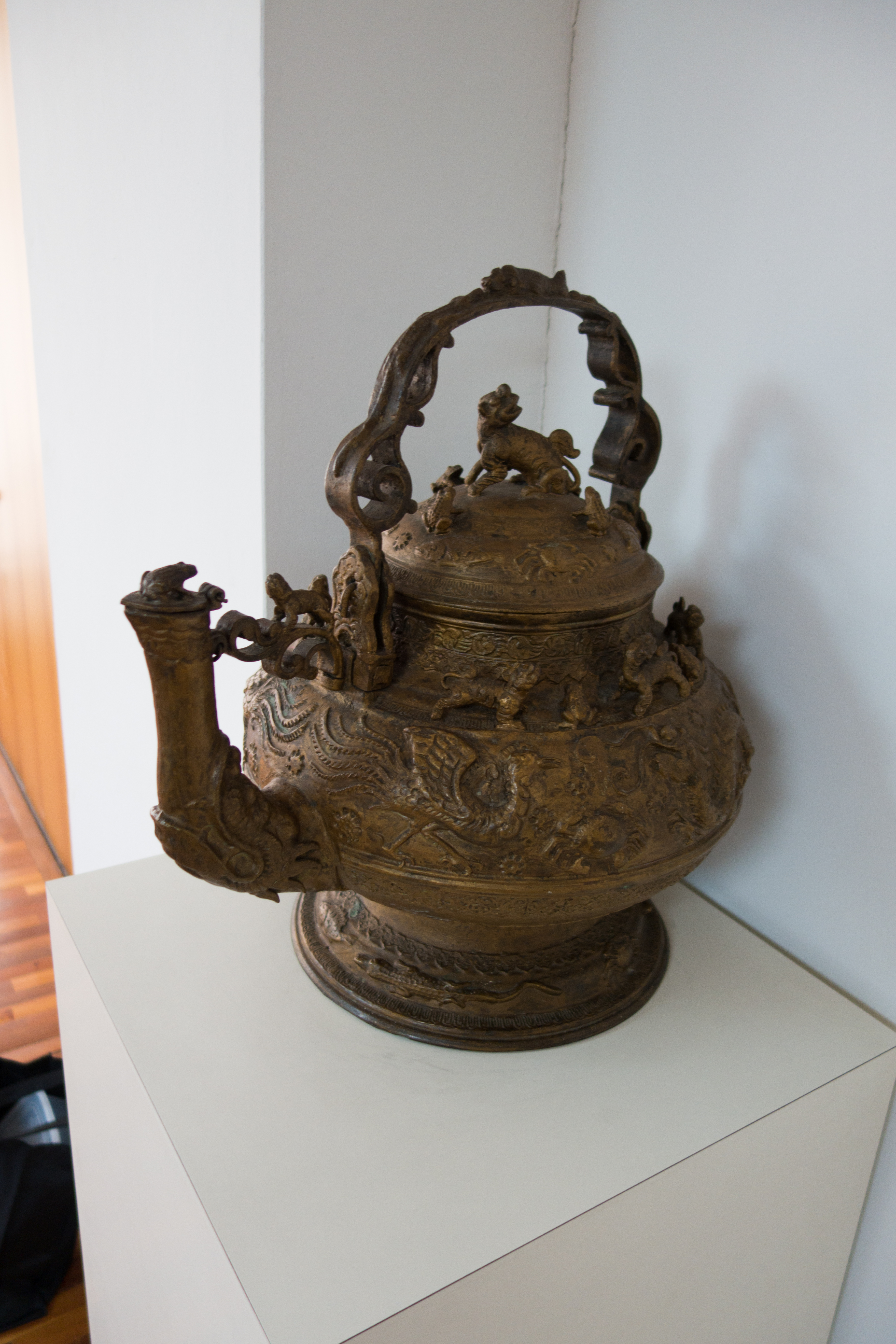
Старинный китайский чайник

В Китае пять обетов распространились в первых веках новой эры в форме как пали śrāvakayāna, так и обетов бодхисаттвы. В это время буддийские учителя активно ратовали за отказ от алкоголя (пятый обет), тогда как даосизм и другие вероучения делали упор на умеренность, а не на полное воздержание. Китайские буддисты интерпретировали пятый принцип даже более строго, чем было принято в индийском буддизме. Например, монах Даоши (ок. 600—83 гг.) посвятил воздержанию от алкоголя большую часть своих энциклопедических трудов. Однако в некоторых частях Китая, таких как Дуньхуан, обнаружены существенные доказательства потребления алкоголя как мирянами, так и монахами. Позже, начиная с VIII века, строгое воздержание привело к развитию особой чайной культуры. В среде китайских монахов и светской интеллигенции чаепитие заменило алкогольные посиделки. Эти строгие взгляды были сформированы частично по религиозным мотивам, а также, вероятно, под влиянием восстания Лушаня, произошедшего в 775 году. Внедрившись в китайское общество, пять обетов оказались связаны с традиционным представлением о карме, китайской космологией и медициной, даосским мировоззрением и конфуцианской этикой добродетели.

## Церемония

### Согласно палийской традиции
В традиции Тхеравада обеты излагаются в стандартизированном виде на языке пали. В Таиланде миряне обычно просят монаха дать наставления, произнеся трижды следующий текст:
| Почтенный, мы просим три прибежища вместе с пятью правилами для соблюдения по отдельности. | пали Mayaṃ bhante visuṃ visuṃ rakkhaṇatthāya tisaraṇena saha pañca sīlāniyācāma |

Монах отвечает благочестивой фразой и зачитывает пять обетов, которые миряне повторяют вслед за ним:
| 1. | Я принимаю правило учения воздерживаться от убийства живых существ.                             | пали Pāṇātipātā veramaṇī sikkhāpadaṃ samādiyāmi.                     |
| 2. | Я принимаю правило учения воздерживаться от взятия того, что мне не было дано.                  | пали Adinnādānā veramaṇī sikkhāpadaṃ samādiyāmi.                     |
| 3. | Я принимаю правило учения воздерживаться от прелюбодеяния.                                      | пали Kāmesu micchācāra veramaṇī sikkhāpadaṃ samādiyāmi.              |
| 4. | Я принимаю правило учения воздерживаться от неправдивых слов.                                   | пали Musāvāda veramaṇī sikkhāpadaṃ samādiyāmi.                       |
| 5. | Я принимаю правило учения воздерживаться от напитков и средств, вызывающих помутнение сознания. | пали Surā-meraya-majja-pamādaṭṭhānā veramaṇī sikkhāpadaṃ samādiyāmi. |

Монах завершает церемонию словами:
| Это были пять правил. Благодаря нравственности люди идут к перерождению в счастливых мирах. Благодаря нравственности люди идут к накоплению богатства. Благодаря нравственности люди идут к освобождению. Следовательно, мы должны поддерживать нравственность в чистоте. | пали Imāni pañca sikkhāpadāni. Sīlena sugatiṃ yanti, sīlena bhogasampadā, sīlena nibbutiṃ yanti, tasmā sīlaṃ visodhaye. |

### В прочих текстовых традициях
Формат церемонии принятия наставлений, упоминаемый в китайском буддийском каноне, несколько отличается по форме. Одна из формул содержится в Трактате о принятии прибежища и обетов (кит. трад. 歸戒要集, упр. 归戒要集, пиньинь guījiè yāojí):
1. Как все будды воздерживались от убийства до конца своих дней, так и я буду воздерживаться от убийства до конца своих дней.
2. Как все будды воздерживались от воровства до конца своих дней, так и я воздержусь от воровства до конца своих дней.
3. Как все будды воздерживались от сексуальных проступков до конца своих дней, так и я буду воздерживаться от сексуальных проступков до конца своих дней[45].
4. Как все будды воздерживались от лживых речей до конца своих дней, так и я буду воздерживаться от лживых речей до конца своих дней.
5. Как все будды воздерживались от алкоголя до конца своих дней, так и я буду воздерживаться от алкоголя до конца своих дней.

В тексте Муласарвастивады, используемом в тибетском буддизме, предписания сформулированы таким образом, что человек принимает обеты на всю оставшуюся жизнь, следуя примеру просвещённых учеников Будды (арахантов).

## Основные положения
| Обет                               | Сопутствующая добродетель               | В области прав человека              |
| ---------------------------------- | --------------------------------------- | ------------------------------------ |
| Отказ от убийства живых существ    | Доброта и сострадание                   | Право на жизнь                       |
| Отказ от воровства                 | Щедрость и самоотверженность            | Право на собственность               |
| Отказ от сексуальных проступков    | Удовлетворённость и соблюдение верности | Право на верность в браке            |
| Отказ от лжи                       | Честность и надёжность                  | Право на человеческое достоинство    |
| Отказ от приёма опьяняющих веществ | Сознательность и ответственность        | Право на безопасность и защищённость |

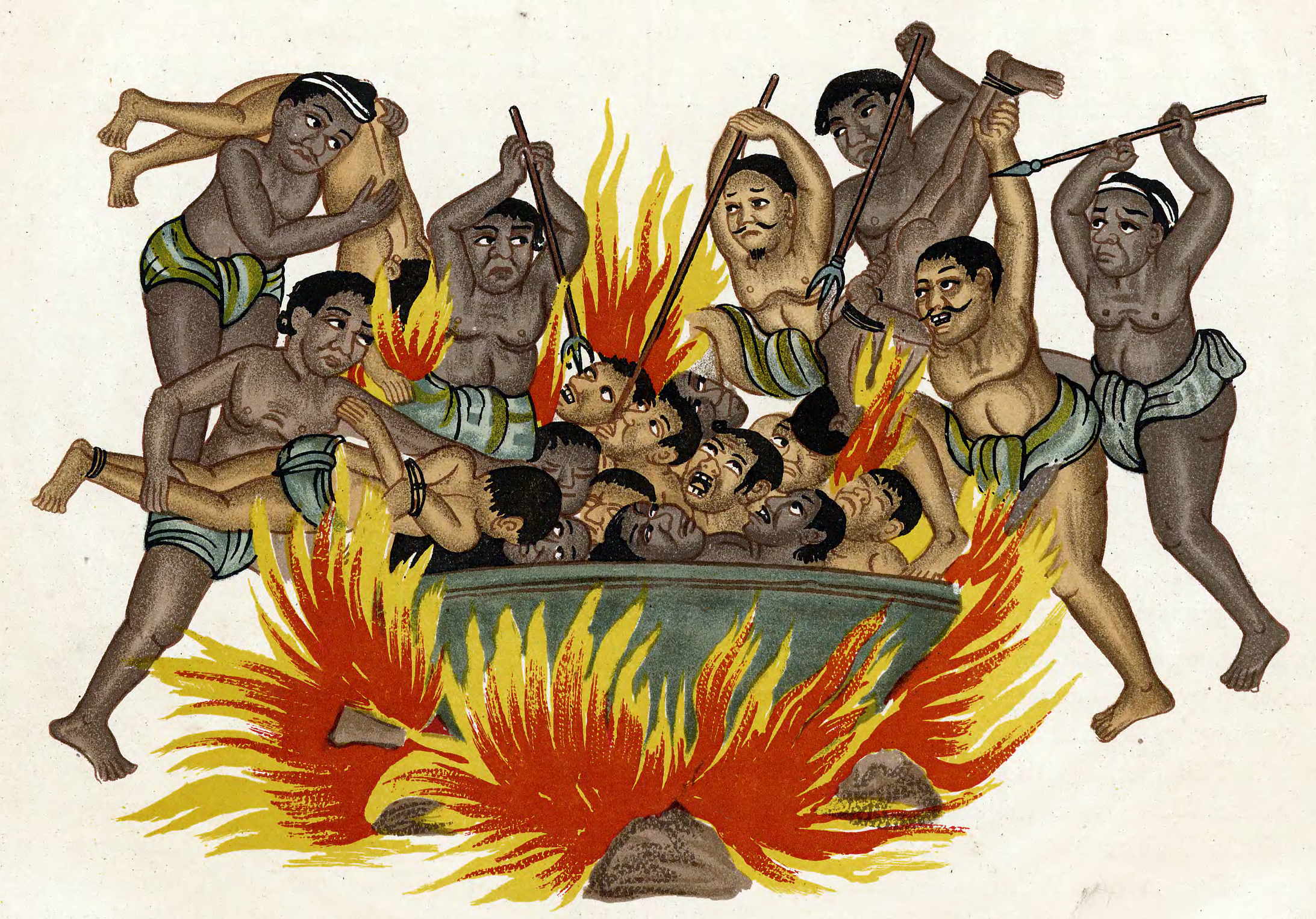
Буддисты считают, что нарушение обетов может привести к перерождению в аду

В ранних буддийских текстах можно найти множество упоминаний пяти обетов, например, в Велудварейя сутте СН 55.7. Эти обеты рассматриваются как средство культивирования или проявления добронравия. Палийский канон характеризует их как способ избежать причинения вреда себе и окружающим. В текстах говорится, что люди, живущие согласно правилам, будут уверенно чувствовать себя в любом обществе, иметь богатство и хорошую репутацию и умрут мирной смертью с последующим перерождением на небе или снова в мире людей. С другой стороны, считается, что нарушение этих обетов ведёт к перерождению в плохом мире. Отношение к обетам определяет тело и разум человека. Принципы являются нормативными правилами, но формулируются и интерпретируются как «обязательства», принимаемые на себя добровольно в соответствии со стандартами буддийской этики, а не как законы, предписываемые моральным авторитетом.
Сформулированные в отрицательной форме самоограничения дополняются положительными качествами и образцами поведения, которые культивируются посредством соблюдения обетов. Наиболее важным из этих добродетелей является непричинение вреда (пали ahiṃsa), которая лежит в основе всех пяти обетов. Точнее говоря, следует придерживаться принципа сопоставления себя с другими:
То, что немило и неприятно мне, то же немило и неприятно другому.
Как я могу причинить другому то, что немило и неприятно мне?Велудварейя сутта СН 55.7
Другими словами, все живые существа одинаково хотят быть счастливыми, а не страдать. Сравнивая себя с другими, человек не должен никому причинять вреда, так как он не хочет, чтобы причиняли вред ему. Соблюдению первого обета способствует понимание взаимосвязи между живыми существами, всеобщая благожелательность и сострадание, а также вера в кармическое воздаяние.
При соблюдении или нарушении этих предписаний решающее значение имеет намерение. В палийских текстах приводится пример того, как человек украл животное, чтобы освободить его, и это не считалось воровством. Если, например, кто-то намеренно лжёт, чтобы выманить детей из горящего дома, считается, что вознаграждение за благое намерение (ложь во спасение) перевесит наказание за ложь. Убийство разбойника для спасения других людей или невольное убийство кармически влечёт несопоставимо меньшее наказание по сравнению с осознанным лишением жизни. В буддийской литературе описаны случаи, когда бодхисаттва убивает злодея, чтобы взять на себя его дурную карму (убийство усугубляет карму убийцы, но облегчает карму жертвы). В палийских комментариях под нарушением понимается действие, когда человек, находит объект (например, то, что он крадёт), осознаёт, что его деяние является преступлением, имеет намерение его совершить и успешно действует с этим намерением.
Иногда различают соблюдение обетов на трех уровнях: без формального принятия, с формальным принятием и готовностью пожертвовать ради них собственной жизнью и, наконец, спонтанное соблюдение. Последний уровень относится к архату, который, как полагают, неспособен нарушить первые четыре обета. Мирянина, соблюдающего предписания, в текстах называют «сокровищем среди мирян». С другой стороны, самыми серьёзными нарушениями предписаний являются пять действий, влекущих за собой немедленное возмездие, которое, как считается, приведёт преступника к неизбежному перерождению в аду. Это нанесение ран Будде, убийство архата, убийство отца или матери и раскол сангхи.

## Обычная практика
Мирские последователи часто берут на себя обязательство соблюдать обеты в ходе церемонии принятия прибежища. Монахи дают мирянам наставления, что создаёт дополнительный психологический эффект. Буддийские миряне могут регулярно зачитывать обеты дома и перед важной церемонией в храме для мысленной подготовки к ней.
Пять обетов лежат в основе буддийской морали. По данным исследований в некоторых странах, таких как Шри-Ланка, сельские жители описывают их как основу религии. Антрополог Баренд Тервел обнаружил, что большинство тайских сельских жителей знают эти обеты наизусть и многие, особенно пожилые, могут объяснить последствия соблюдения и нарушения этих обетов в свете традиционных толкований.
Тем не менее не все буддисты следуют им с одинаковой строгостью. Неофитам, как правило, необходимо проявлять определённую умеренность. Со временем они начинают воплощать обеты в жизнь более естественным образом. Исследователи, проводящие полевые наблюдения в традиционных буддийских обществах, пришли к выводу, что соблюдение пяти обетов обычно считается трудным и требующим особых усилий. Так, в исследовании, проведённом в 1997 г. в Таиланде, только 13,8 % респондентов указали, что они придерживаются пяти обетов в своей повседневной жизни, причем четвёртую и пятую из них соблюдают в наименьшей степени. Тем не менее люди считают, что следует стремиться выполнять обеты, опасаясь плохой кармы и перерождения в аду, или же потому что верят, что они исходят от Будды. Антрополог обнаружил, что бирманские буддисты в основном придерживались предписаний, чтобы избежать плохой кармы, а не в надежде на получение заслуг. Религиовед Уинстон Кинг отметил в своих полевых исследованиях, что моральные принципы бирманских буддистов основаны на личных мотивах саморазвития. Религиовед Ричард Джонс приходит к выводу, что в основе моральных мотивов придерживаться этих обетов лежит идея, что самоотречение, по иронии судьбы, идёт на пользу самому себе.
В восточноазиатском буддизме эти обеты неразрывно связаны с инициацией мирского последователя буддизма. В ранних китайских переводах, таких как Упасака-шила-сутра, утверждается, что обеты должны передаваться только монахами в ритуальном порядке. Тексты гласят, что в ходе церемонии передаётся власть будд и бодхисаттв, что помогает посвящаемым соблюдать эти обеты. Подобный «светский» ритуал посвящения обычно происходит после пребывания в храме. Новообращённому дают религиозное имя. Применяемые ограничения аналогичны монашескому рукоположению, например, требуется разрешение родителей.

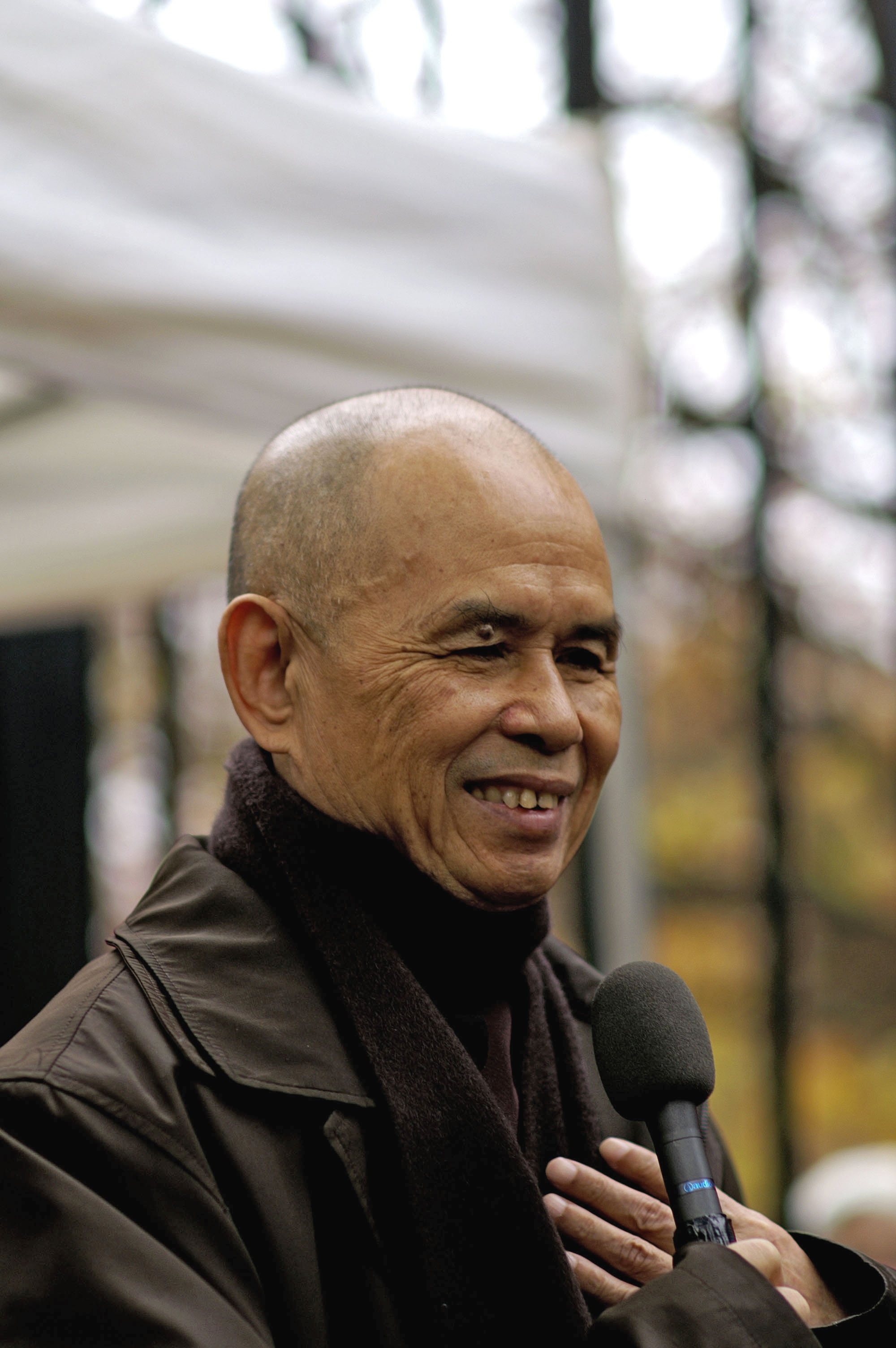
Тхить Нят Хань много писал о пяти заповедях в широком аспекте их значения для социальных и культурных отношений

В традиции Тхеравада эти предписания обычно принимаются «по отдельности» (пали visuṃ visuṃ). Это означает, что если одно предписание будет нарушено, то остальные останутся неизменными. В очень торжественных случаях или для очень благочестивых последователей обеты принимаются как единое целое, а не как отдельные обеты. Но нельзя принять один или несколько обетов, не принимая остальных. Однако в восточноазиатском буддизме принятие обетов считается торжественным событием, и нередко миряне принимают только те обеты, в соблюдении которых они уверены. Акт обещания соблюдать предписания делает его кармически эффективным: человек, который не нарушал предписания, но и не собирался их соблюдать, не считается обладателем духовных заслуг. С другой стороны, когда люди принимали обязательство соблюдать обеты, а затем нарушали его, отрицательная карма считалась больше, чем в том случае, если бы такого обета не давалось.
Некоторые современные буддийские учителя, такие как Тхить Нят Хань и Сулак Сиваракса, писали о пяти обетах в более широком аспекте их значения для социальных и культурных отношений. С этой точки зрения производство оружия или распространение ложных сведений посредством средств массовой информации и образования также нарушают эти принципы. Аналогичным образом, правозащитные организации в Юго-Восточной Азии стремились отстаивать уважение прав человека, ссылаясь на пять обетов как на руководящие принципы.

## Первый обет

### Анализ текста
Обет воздержания от убийства живых существ. Нарушение происходит, когда кто-то преднамеренно и успешно убивает живое существо, осознавая, что оно является таковым, и прилагая усилия, чтобы воплотить это намерение. Причинение вреда идёт вразрез с духом обетов, но формально не нарушает её. Первый обет касается также лишения жизни животных, даже мелких насекомых. Однако тяжесть последствий убийства зависит от размера, интеллекта, пользы и духовных достижений этого живого существа. Убийство крупного животного хуже, чем убийство мелкого (также потому, что оно требует больших усилий); убийство духовно развитого учителя считается более серьёзным, чем убийство «обычного» человека; а убийство любого человека будет иметь более тяжелые последствия, чем убийство животного. Но все убийства осуждаются.
Добродетелью, которая ассоциируется с этим обетом, является уважение ценности жизни, доброта и сострадание, причем последнее выражается как «трепет во благо других». Позитивное поведение, которое сопутствует этому принципу, заключается в защите живых существ. Положительные качества, такие как сочувствие и уважение к другим живым существам, основаны на вере в цикл перерождения, согласно которой все живые существа рождаются и должны переродиться. В основе первого обета также лежит концепция основополагающей природы Будды, присущей всем людям.

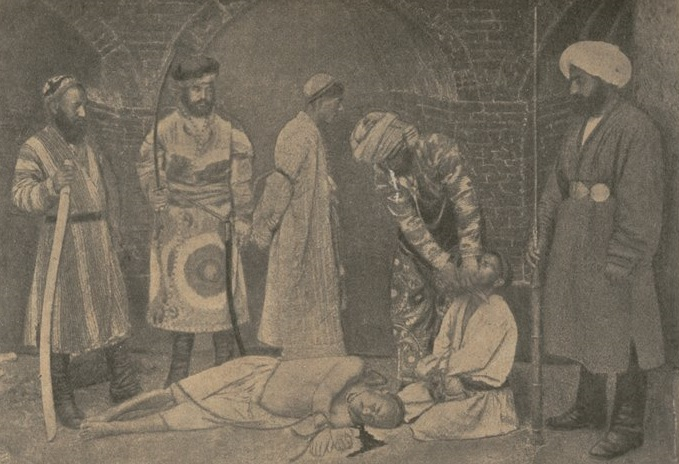
Первая заповедь запрещает убийство, в том числе смертную казнь

Первый обет может быть истолкован как запрет смертной казни. Самоубийство также рассматривается как часть запрета. Кармически нейтральным считается лишь самоубийство престарелого архата или самопожертвование. Аборт (чувствующего существа) противоречит обету, поскольку в этом случае присутствуют все критерии, определяющие нарушение обета. В буддизме считается, что жизнь человека начинается с зачатия. Запрет на аборт прямо упоминается в монастырских предписаниях, и несколько буддийских легенд предостерегают о пагубных кармических последствиях аборта. Биоэтик Дэмиен Киун утверждает, что раннебуддийские тексты не допускают исключений в отношении аборта, поскольку они представляют собой последовательную позицию, отстаивающую право на жизнь. Далее он предполагает, что подход к пяти обетам с позиции срединного пути логически сложен для защиты. Исследователь Джуло Агостини утверждает, однако, что начиная с IV века индийские буддийские комментаторы при определённых обстоятельствах не считают аборт нарушением предписаний.
Приказ другому человеку совершить убийство также попадает под действие данного обета, поэтому просьба или проведение эвтаназии могут рассматриваться как нарушение, так же как и рекомендация другому человеку сделать аборт. Что касается эвтаназии и ассистированного суицида, то Киун цитирует Дигха-никаю, в которой говорится, что человек, придерживающийся первого обета, «не убивает живое существо, не становится причиной убийства живого существа, не одобряет убийства живого существа». Киун утверждает, что в буддийской этике, независимо от мотивов, смерть не может быть целью действий человека. С другой стороны, буддолог А. Берзин считает, что поскольку у совершающего эвтаназию нет намерения причинить вред, неприятные последствия такой сострадательной эвтаназии будут очень слабыми.
В буддийских текстах отношение к войне трактуется по-разному, но в целом считается, что буддийская доктрина выступает против любых боевых действий. Во многих джатаках, например, в рассказе о принце Темии, а также в некоторых исторических документах добродетель ненасилия рассматривается как противодействие любой войне, как наступательной, так и оборонительной. В то же время в своих беседах с политическими деятелями Будда не выступал категорически против войны. Буддолог Андре Баро отмечает, что Будда сдержанно подходил к комментариям относительно политики и правления и вместо этого делал акцент на моральном и духовном развитии своих учеников. Возможно, он считал, что такое вмешательство бесполезно или вредно для религиозного движения. Тем не менее в текстах упоминается по крайней мере один ученик Будды, царь Пасенади, который воздерживался от возмездия своим врагам из-за своего учителя. Однако в этих документах его мотивы объяснены неоднозначно. В Чаккаватти-сиханада сутте ДН 26 Будда говорит о том, что правитель государства должен «устроить себе по дхарме защиту, охрану и оборону своих людей».
Ибо никогда в этом мире ненависть не прекращается ненавистью, но отсутствием ненависти прекращается она. Вот извечная дхамма.Дхаммапада 1.5
В Йодхаджива сутте СН 42.3 на вопрос военачальника, правда ли, что погибший в бою отважный наёмник переродится среди божеств, Будда отвечает, что это ложь и его ожидает перерождение в аду или в мире животных.
В более поздних текстах Махаяны, например, в работах Асанги, приведены случаи убийства гонителей буддизма. Авторы оправдывают убийства, поскольку защита буддизма считается более важной, чем соблюдение обетов. Другим часто цитируемым примером является история царя Дутугамуну, упоминаемая в постканонической палийской хронике Махавамсе. В этой летописи говорится о том, как после войны царь скорбит о погибших людях, но его утешает буддийский монах, который утверждает, что почти каждый убитый не соблюдал обеты. Буддолог Ламберт Шмитхаузен считает, что во многих подобных случаях имеет место злоупотребление буддийскими доктринами, например, учением о пустоте, в целях пропаганды военных целей или насилия.
В тибетском буддизме считается, что действие человека, совершившего убийство с благими намерениями, например, воспрепятствовать таким образом смерти многих других людей, классифицируется как смешанное (благое-неблагое), а его общий характер в основном устанавливается по намерению.

### На практике
Полевые исследования в Камбодже и Мьянме показали, что многие буддисты считают первый обет самым важным, а его нарушение наиболее порицаемым. В некоторых традиционных общинах, таких как провинция Кандал в довоенной Камбодже, а также в Бирме в 1980-х годах, буддисты редко убивали животных, поэтому мясо приходилось закупать у представителей других религий. В своих исследованиях, проведённых в 1960-х годах в Таиланде, Тервел обнаружил, что сельские жители, как правило, легко убивают насекомых, но стараются не лишать жизни крупных животных. В другом исследовании отмечалось, что бирманские сельские жители с крайней неохотой убивают даже насекомых.
Ранние буддисты не были вегетарианцами. Действительно, в некоторых палийских текстах вегетарианство описывается как несущественное для духовного очищения. Однако существуют запреты на определённые виды мяса, особенно те, употребление которых осуждается обществом. Идея воздержания от убийства животных также привела к запрету на профессии, связанные с торговлей плотью или живыми существами, но не к полному отрицанию всего скотоводства. В наше время, ссылаясь на закон спроса и предложения или другие принципы, некоторые тхеравадины пытаются продвигать вегетарианство в рамках пяти обетов. Например, последователи тайского движения Санти-Асоке придерживаются вегетарианства.
Кроме того, в некоторых буддийских школах возникли разногласия по поводу соблюдения правила монастырской дисциплины, которое гласит, что буддийский монах не может принимать мясо животных, специально забитых для него. Некоторые учителя истолковывают это так, что если получатель не знает точно, что животное не было убито для него, он не может принять мясо. Кроме того, обсуждался вопрос о том, должны ли миряне, соблюдая пять обетов, быть вегетарианцами. Хотя среди тхеравадинов вегетарианство в целом встречается редко, оно широко практикуется в странах Восточной Азии, поскольку некоторые тексты Махаяны, такие как Махапаринирвана-сутра и Ланкаватара-сутра, осуждают употребление мяса в пищу. Тем не менее даже среди буддистов Махаяны и буддистов Восточной Азии существуют разногласия по поводу того, следует ли практиковать вегетарианство. В Ланкаватара-сутре приводятся экологические, социальные и гигиенические причины в пользу вегетарианской диеты; однако исторически вегетарианский образ жизни махаянских общин мог быть обусловлен тем, что в монастырях традиционно выращивали собственный урожай, а не жили на подаяние. Уже в IV веке н. э. китайский писатель Си Чао считал, что вегетарианство входит в пять обетов.
Помимо торговли мясом или живыми существами, есть и другие профессии, которые считаются нежелательными. Вьетнамский учитель Тхить Нят Хань приводит ряд примеров, таких как работа в военной промышленности, армии, полиции, производство или продажа ядов и наркотиков, например, алкоголя и табака.
В целом буддисты истолковывают первый обет как призыв к ненасилию и мирному сосуществованию. Однако не все придают ей антивоенный смысл. Например, в XX веке некоторые японские учителя дзен поддерживали насилие на войне, видя в нём наказание за нарушение общественного порядка, и не считали его нарушением первого обета. Ведутся споры о том, может ли человек совершить самоубийство, например, самосожжение, чтобы уменьшить страдания других людей в долгосрочной перспективе, например, в знак протеста против политической ситуации в стране. Ранее Далай-лама отвергал такие формы протеста, как самосожжение, голодание и другие акты членовредительства. В настоящее время духовный лидер тибетского буддизма воздерживается от осуждения или одобрения актов самосожжения, поскольку считает, что в любом случае официальный Китай будет называть его ответственным за эти самоубийства.
Хотя смертная казнь противоречит первому предписанию, по состоянию на 2001 год во многих странах Азии, включая Таиланд, Тайвань, Китай и Шри-Ланку, по-прежнему сохранялась смертная казнь. В Шри-Ланке и Таиланде смертная казнь осуществляется только в определённые периоды времени. В других странах, таких как Китай и Тайвань, религия не имеет никакого влияния на политические решения правительства. К числу буддийских стран, отменивших смертную казнь, относятся Камбоджа, Макао и Гонконг.
Несмотря на то, что в целом буддийские обеты запрещают аборт, в Таиланде, Тайване, Корее и Японии он является широко распространённой как легальной, так и подпольной практикой. Многие люди в этих странах считают аборт аморальным, но не поддерживают идею его запрета. Исследователи считают, что это не столько лицемерие, сколько попытка следовать «срединным путём» при столкновении с моральной дилеммой. Буддисты стремятся защищать право на выбор «обеих сторон», выступая против лишения жизни плода в принципе, но и выражая сострадание к матери. Подобное отношение может объяснить японскую церемонию мидзуко куё, буддийскую поминальную службу по нерождённым по разным причинам (аборт, выкидыш или мертворождение) детям, которая вызвала в японском обществе дискуссию об абортах и, наконец, к консенсусу о необходимости их узаконивания, хотя к этой процедуре не следует относиться с лёгкостью. Эта точка зрения японских буддистов занимает среднее положение между позицией японских нео-синто в защиту жизни и либералистскими аргументами в пользу свободы выбора. Тем не менее Киун указывает, что данный компромисс не означает следование буддийским срединным путём между двумя крайностями, а скорее включает в себя две противоположные точки зрения. В Таиланде женщины стараются делать аборт на ранних стадиях беременности, поскольку считают, что в таком случае кармические последствия будут менее значительными. После операции они стремятся разными действиями получить заслуги, компенсирующие негативную карму.

## Второй обет

### Анализ текста
Второй обет не брать того, что не было дано добровольно, отказа от воровства. Под этим подразумевается намерение присвоить себе то, что человек воспринимает как не принадлежащее себе («то, что не дано»), и успешные действия в соответствии с этим намерением. Степень тяжести воровства оценивается по значимости владельца и стоимости того, что было украдено. К этому обету относятся также незаконные сделки, мошенничество, обман и фальсификация. Им противопоставлены такие достоинства, как щедрость, самоотречение и праведный заработок, а также действия по защите собственности других людей.

### На практике
Второй обет касается различных способов воровства и мошенничества. Иногда в неё включают заимствование без разрешения и азартные игры. Психолог Ванчай Ариябуддифонг провел исследования в Таиланде в 2000-х и 2010-х годах и обнаружил, что люди, которые не придерживались пяти обетов, считали деньги самой важной целью в жизни и давали взятки чаще, чем те, кто соблюдал обеты. Последние, кроме того, чувствовали себя богаче и счастливее. К профессиям, которые, по мнению буддистов, нарушают второй обет, относятся работа в игровой индустрии или сбыт продукции, которая фактически не требуется заказчику.

## Третий обет

### Анализ текста

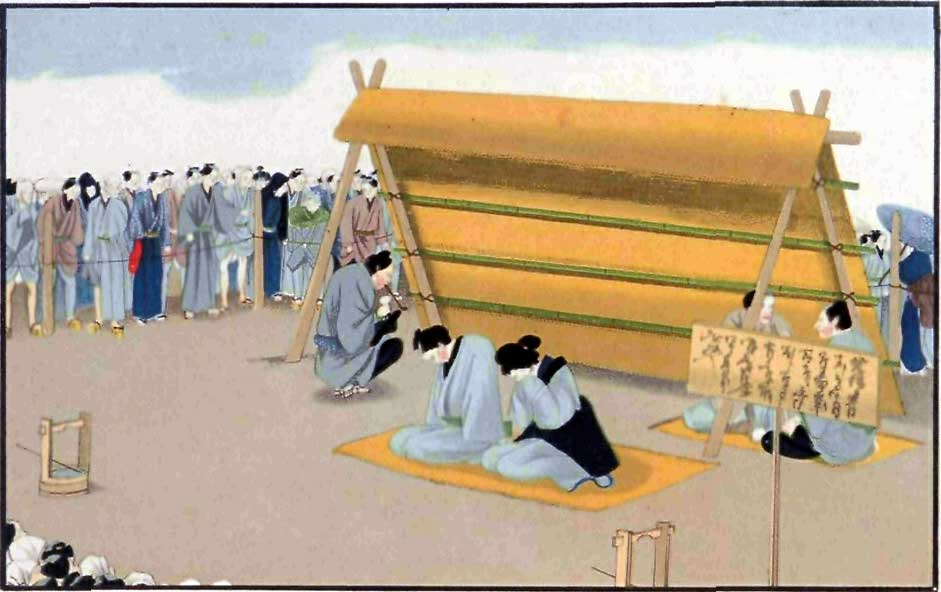
Японские мужчина и женщина подвергаются позору за прелюбодеяние

Третий обет об отказе совершать сексуальные проступки. В классических текстах к ним относят сексуальную связь с женатым/замужним или обручённым человеком, изнасилование, кровосмешение, секс с несовершеннолетним (или лицом, «находящимся под защитой любого родственника») и секс с проституткой. В более поздних текстах нарушением третьего обета также считается половой акт в неподходящее время или неподходящем месте. Мастурбация идёт вразрез с духом обетов, хотя в ранних текстах мирянам она не запрещена.
Третий обет касается действий, продиктованных жадностью и причиняющих вред другим людям. Проступок считается более тяжким, если совершается с хорошим человеком. Противопоставляемой добродетелью является удовлетворённость, особенно с одним партнёром, и признание и уважение верности в браке.

### На практике
Третий обет подразумевает отказ от причинения другому человеку вреда, связанного с неправильным подходом к чувственности. Это означает не только избегание неподходящих партнеров, но и уважение взаимных отношений. В некоторых традициях этот обет также осуждает сексуальную связь с человеком, невзирая на согласие его супруга, поскольку порицается сам характер подобного акта. Кроме того, флирт с женатым человеком может быть расценён как нарушение обета. Несмотря на то, что третье предписание не поощряет проституцию, буддийские учителя, как правило, не вводят на неё активного запрета. Что касается применения принципов третьего обета, обычно его не расценивают как препятствие контрацепции. В традиционных буддийских обществах, таких как Шри-Ланка, считается, что добрачный секс нарушает третье предписание, хотя люди, которые намереваются вступить в брак, не всегда соблюдают обет.
В свете классических буддийских положений гомосексуальность считается неправильным сексуальным поведением и запрещена Винаей.
В толковании современных учителей этот обет распространяется на любого человека, состоящего в сексуальных отношениях с другим человеком, поскольку она определяется такими терминами, как сексуальная ответственность и долгосрочные обязательства. Некоторые современные учителя считают мастурбацию нарушением этого предписания. По мнению других, недопустимы определённые профессии, связанные с сексуальной эксплуатацией, проституцией или порнографией, а также пропагандирующие нездоровое сексуальное поведение, например, в индустрии развлечений.

## Четвёртый обет

### Анализ текста
Четвёртый обет касается ложных заявлений или действий, совершаемых с целью обмана. Она также предписывает избегать других форм ненадлежащей речи, таких как оскорбительные высказывания, ругань и сплетни. Нарушение предписания считается более серьёзным, если обман имеет скрытый мотив, в отличие от небольшой невинной лжи. Противопоставляемыми добродетелями являются честность и надёжность, что подразумевает добросовестность в работе, искренность по отношению к другим, уважение к начальству и признательность благодетелям. В буддийских текстах это правило считается вторым по важности по сравнению с первым обетом, поскольку лжец лишён стыда и поэтому способен на многие преступления. Неправды следует избегать не только из-за того, что она причиняет вред другим, но и потому, что она противоречит буддийскому идеалу поиска истины.

### На практике
Четвёртый обет предусматривает отказ от лжи и оскорбительных высказываний. Некоторые современные учителя, такие как Тхить Нят Хань, считают также, что она касается распространения ложных новостей и недостоверной информации. К нарушениям можно также отнести работу, связанную с манипулированием данными, фальшивой рекламой или мошенничеством в Интернете. Среди тайских буддистов нарушением четвёртого обета считается намеренное зарождение сомнений и преувеличение.
В определённых обстоятельствах молчание тоже может считаться ложью. Например, если монах во время покаяния перед сангхой умалчивает о своих прегрешениях, он таким образом лжёт об их отсутствии.

## Пятый обет

### Анализ текста

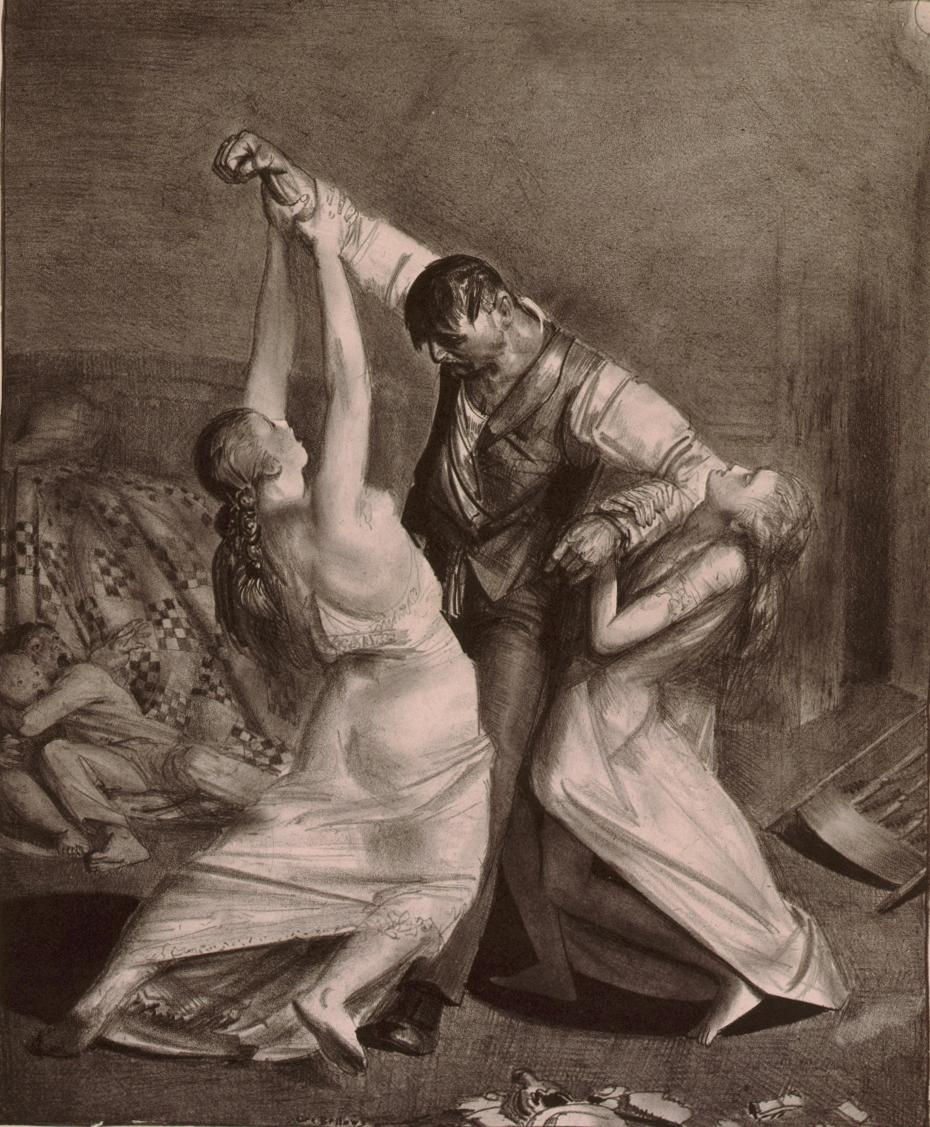
Картина Джорджа Беллоу «Пьяный отец» иллюстрирует последствия пьянства

Пятый обет — отказ от интоксикации алкоголем, наркотиками или иными опьяняющим веществами, а к её добродетелям относят осознанность и ответственность применительно к еде, работе, поведению, а также жизни в целом. Сюда также могут быть включены прилежание, медитация и внимательность. Средневековый палийский комментатор Буддхагхоша писал, что, хотя нарушение первых четырёх обетов может быть осуждено в большей или меньшей степени в зависимости от пострадавшего человека или животного, нарушение пятого обета всегда является «весьма порицаемым», поскольку оно мешает понять учение Будды и может привести человека к «безумию». В средневековом Китае буддийский монах Даоши (600—683 гг.) считал алкоголь «дверью к распущенности и безделью» и причиной страданий. Тем не менее он описал некоторые случаи, когда выпивка оказалась менее серьёзной проблемой по сравнению с другими, например, когда царица алкоголем отвлекла царя с целью помешать ему совершить убийство. Однако в целом Даоши строго придерживался своей позиции: даже в медицинских целях употребление спиртного он считал допустимым только в крайних случаях. Ранние переводы Трипитаки на китайский язык описывают негативные последствия нарушения пятого обета как для себя, так и для своих семей. Например, в китайском переводе пали Upāsikaśila Sūtra, как и в палийской версии Сигаловада сутты, говорится об утрате благосостояния, плохом здоровье, дурной репутации и «дурачестве», которые привели к перерождению в аду. Диргхa агама добавляет к этому, что алкоголь ведёт к ссорам, неблагоприятным состояниям ума и ущербу для интеллекта. Махаянская Брахмаджала-сутра описывает опасность алкоголя, включая торговлю спиртным, в очень жёстких формулировках. Схожие аргументы против алкоголя можно найти и в трудах Нагарджуны.

### На практике
Соблюдение пятого обета считается важным, поскольку употребление алкоголя приводит к вялости и отсутствию самоконтроля, что в свою очередь чревато нарушением других обетов. В полевых исследованиях было обнаружено, что половина опрошенных монахов считает нарушение пятого обета худшим из всех пяти проступков, ссылаясь на вредные последствия. Тем не менее на практике обычные люди часто пренебрегают этим обетом. В Таиланде довольно распространено употребление алкоголя, даже пьянство. Тибетцы пьют слабоалкогольное пиво. Употребление алкоголя в медицинских целях, как правило, не порицается. По состоянию на 2000 год ни одна буддийская страна не запретила продажу или потребление алкоголя, хотя в Шри-Ланке в 1956 году буддийские активисты безуспешно пытались добиться полного запрета.
В некоторых странах, таких как Таиланд и Лаос, курение обычно не считают нарушением этого предписания. Известно, что тайские и лаосские монахи курят, хотя среди более опытных монахов курение встречается реже. В докитайском Тибете в некоторых районах столицы курение было под запретом. Импорт табака был запрещен, монахам курить не разрешалось. Бутан, где наиболее распространённой религией является буддизм, стал единственным государством в мире, где запрещена продажа и распространение табака.
Тхить Нят Хань также включает в этот обет аспект сознательного потребления пищи, который заключается в отказе от нездоровой еды, вредных развлечений и неблагих разговоров.

## Современные тенденции
В современную эпоху буддисты соблюдают обеты не так строго, как прежде. Это особенно верно в отношении третьего обета. Например, в Камбодже в 1990-х и 2000-х годах были в значительной степени смягчены стандарты в отношении сексуальных ограничений. Некоторые буддийские общины пытаются идти вразрез с современной тенденцией менее строгого соблюдения обетов. В Камбодже милленаристское движение под руководством Чан Ипона способствовало возрождению пяти обетов. А в 2010-е годы Верховный Совет Сангхи Таиланда запустил общенациональную программу под названием «Деревни, следующие пяти обетам», поощряющую соблюдение предписаний, с подробной классификацией и системой вознаграждения.

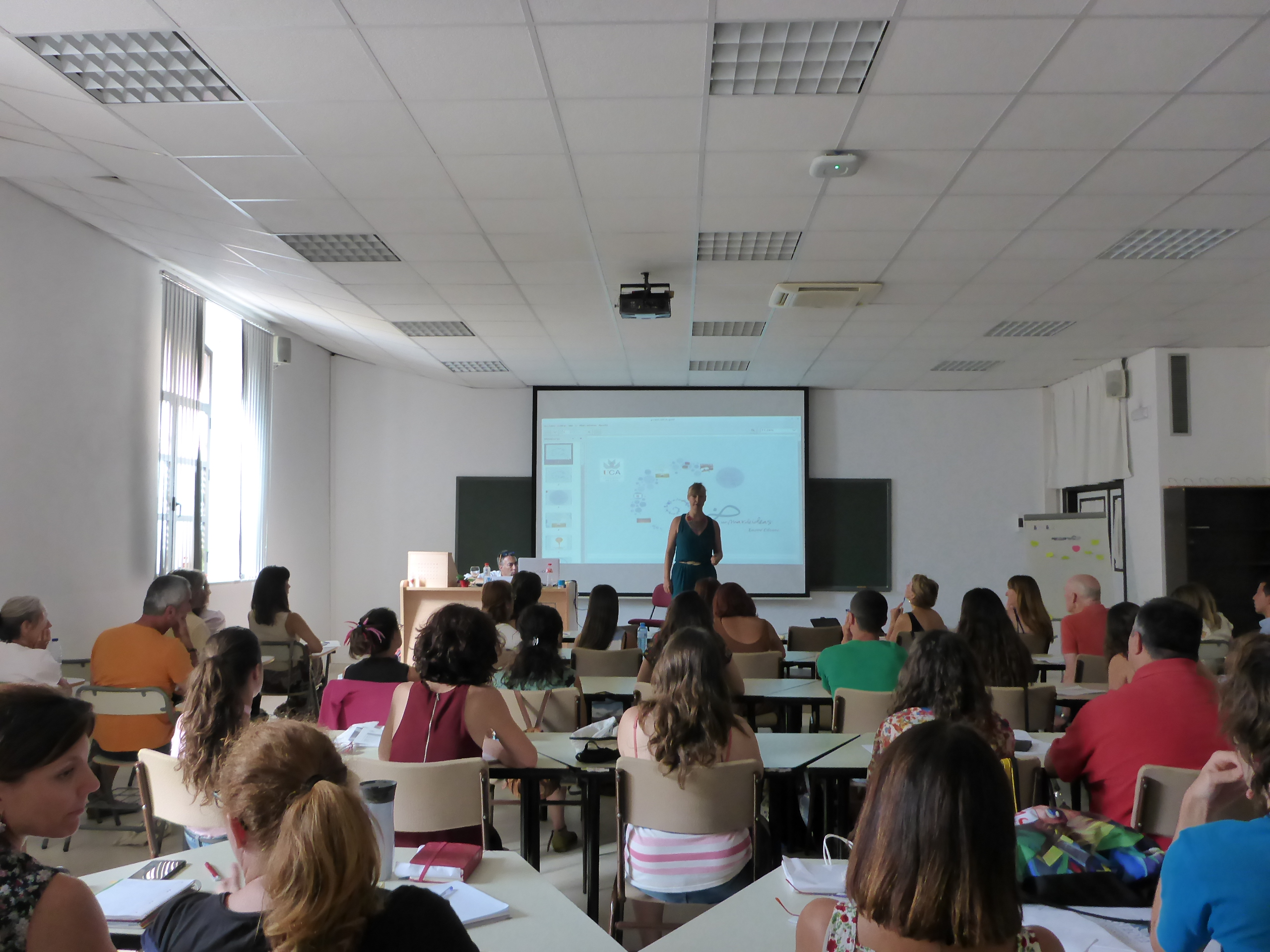
В программу некоторых тренингов осознанности включены пять заповедей

Во многих западных буддийских организациях пять обетов играют важную роль для формирования этических принципов. Кроме того, буддийские учителя, такие как Филипп Капло, Тхить Нят Хань и Роберт Бейкер Эйткен, на основе пяти обетов пропагандируют среди западных последователей буддизма осознанное потребление. Некоторые западные специалисты, работающие в области развития навыков осознанности, предложили ввести пять предписаний в качестве одного из компонентов подобных тренингов. В частности, эти принципы могут быть использованы в качестве нормативных этических рамок, того, чтобы не допустить использования организациями тренингов по развитию осознанности для решения своих экономических задач с вредными последствиями для своих сотрудников, экономики или окружающей среды. По состоянию на 2015 год в ряде учебных программ в качестве светских, этических принципов непосредственно использовались пять обетов. Тем не менее многие специалисты по тренингу осознанности считают преподавание пяти обетов в рамках светских программ обучения проблематичным в связи с их религиозным происхождением и значением.
Учёная-миротворец Тереза Дер-Лан Йех отмечает, что пять обетов затрагивают физические, экономические, семейные и речевые аспекты человеческих отношений и отмечает, что многие программы предотвращения конфликтов в школах и общинах включают эти пять обетов в свои образовательные планы. Основатель дисциплины исследования мировых проблем Йохан Галтунг называет пять обетов «основным вкладом буддизма в установление мира».